# 內華達古杯
內華達古杯（學名：Nevadacyathus）是一屬已滅絕的古杯動物，生存於寒武紀。

## 物種[2]
- Nevadacyathus septaporus (Okulitch, 1935)